# 認証保育所
認証保育所（にんしょうほいくしょ）とは、2001年（平成13年）に東京都が独自に設置基準を設け、民間企業や個人がその基準に沿って設置した保育所。法的には、認可外保育所となる。

## 目的
その目的は、認可保育所だけでは対応しきれない都市型の保育ニーズに対応し、待機児童を減らすことにある。特に女性の社会進出により、高まってきている低年齢児の保育需要に対して、受け入れ先を増やすこと、ライフスタイルの変化や就労形態の多様化により、長時間保育の需要が増えたことに対応して保育時間を伸ばすことにその主眼が置かれている。

## 2つのタイプ
認証保育所は、A型とB型の2種類がある。A型は、設置主体が民間業者などで、駅前設置を基本とし、0～5歳児を対象とした比較的大型の保育所(20～120名)である。B型は、0～2歳児を対象とした小規模な保育所(6～29名)で、東京都が補助していた家庭保育室からの移行が中心である。A型もB型も、13時間以上の保育をし、料金も上限はあるが、各保育所が自由に設定することができる。入所要件には、認可保育所のような「保育に欠ける」という規定はない。その数は増えつつあるが、保育の質や保育者の労働条件などの問題も抱えている。2020年(令和2年)11月1日現在での認証保育所の数は、A型が472ヵ所、B型が62ヵ所である。

## 認可保育所と認証保育所の違い
1. 認可保育所の規模は、一律60人以上、ただし、小規模保育所の場合は20人以上であるが、認証保育所は、それ以上の大規模なもの、それ以下の小規模なものもある。
2. 認可保育所には、0歳児の保育を行わないところもあるが、認証保育所は、0歳児の保育をまずやる、というところから出発している。
3. 認証保育所は、申込みは保護者が直接、認証保育所に申し込み、親と保護者の間での直接契約で、保育所が独自に設定している保育料も保育所が直接徴収する。
4. 認可保育所は、保育時間は11時間であるが、認証保育所は13時間以上の開所を義務付けている[5]。

## 東京都以外の同様の取り組み
東京都以外の一部の府県、政令都市、中核都市でもこれに準じた基準で、認可外保育所の設置を認める試みが行われている。大阪市では「地域型保育事業所」、横浜市では「横浜保育室」。浜松市、堺市でも「認証保育所」の名で同様の取り組みを行っている。